# Одбојкашка репрезентација Кипра
Одбојкашка репрезентација Кипра представља национални тим Кипра на свим значајнијим такмичењима у одбојци. Савез је основан 1978. године а две године касније се прикључио ЦЕВу и ФИВБ-у.

## Резултати на међународним такмичењима

### Олимпијске игре
Није учествовао до сада.

### Светско првенство
Није учествовао до сада.

### Европско првенство
Није учествовао до сада.

### Светска лига
Није учествовао до сада.

### Светски куп
Није учествовао до сада.

### Велики куп шампиона
Није учествовао до сада.

### Европско првенство малих земаља
- 2000 - 1. место
- 2002 - 1. место
- 2004 - 1. место
- 2007 - 1. место
- 2009 - 1. место
- 2011 - 1. место